# Asplenium baldwinii
Asplenium baldwinii là một loài dương xỉ trong họ Aspleniaceae. Loài này được Hillebr. mô tả khoa học đầu tiên năm 1888.
Danh pháp khoa học của loài này chưa được làm sáng tỏ. 